# Α,α,α-三硝基甲苯
α,α,α-三硝基甲苯是一种有机化合物，化学式为C7H5N3O6，是三硝基甲苯的同分异构体之一。它可由α,α-二硝基苄基钾和四氧化二氮在三氯甲烷中反应得到。它可以用于制备α-C-硝基腙。